# Фаткулин, Фарит Мухаметзянович
Фарит Мухаметзянович Фаткулин (17.3.1914 — 27.7.1942) — советский лётчик-ас, участник советско-финской и Великой Отечественной войн, командир полка, майор. Герой Советского Союза.

## Биография
Родился 17 марта 1914 года в городе Казани в семье служащего. Татарин. Член ВКП(б) с 1938 года. Окончил 7 классов и школу ФЗУ. В 1931—1932 годах работал учеником кондитера на фабрике «Заря».
В Красной армии с 1932 года. В 1934 году окончил Сталинградскую военно-авиационную школу лётчиков.
Участник советско-финской войны 1939—1940 годов. Был награждён орденом Красной Звезды.
Участник Великой Отечественной войны с июня 1941 года.
В составе 271-го истребительного авиационного полка с 15 февраля 1941 года участвовал в подготовке экипажей полка к ведению боевых действий и формировании полка на базе отдельной авиационной эскадрильи Северо-Кавказского военного округа на самолётах И-15 бис и И-153. 5 сентября 1941 года составом 3-й авиационной эскадрильи убыл на Южный фронт под Днепропетровск.
Командир эскадрильи при управлении 44-й истребительной авиационной дивизии Юго-Западного фронта капитан Фарид Фаткулин к октябрю 1941 года совершил 42 боевых вылета на штурмовку войск противника. На аэродромах лётчик уничтожил 17 вражеских самолётов.
Указом Президиума Верховного Совета СССР от 20 ноября 1941 года за образцовое выполнение боевых заданий командования на фронте борьбы с немецко-фашистскими захватчиками и проявленные при этом мужество и героизм капитану Фаткулину Фариту Мухаметзяновичу присвоено звание Героя Советского Союза с вручением ордена Ленина и медали «Золотая Звезда».
С 1 ноября 1941 года на базе отдельной эскадрильи при управлении 44-й истребительной авиационной дивизии, которой командовал капитан Фаткулин, приказом командующего фронтом сформирован 92-й истребительный авиационный полк на самолётах И-153, командиром которого и назначен капитан Фаткулин. В июне 1942 года полк входил в состав 8-й воздушной армии, переучивался на самолёт Як-1. С 18 июня 1942 года полк переименован в 929-й истребительный авиационный полк, с 8 июля включен в состав 220-й истребительной авиационной дивизии 8-й воздушной армии Сталинградского фронта. С 22 июля полк принял участие в Сталинградской битве. Летом 1942 года в боях на Сталинградском направлении сбил два самолёта противника.
27 июля 1942 года майор Ф. М. Фаткулин погиб в воздушном бою, сбив три самолёта противника.
Награждён орденами Ленина, Красной Звезды.
Именем Героя названа улица в городе Казани.